# Durch

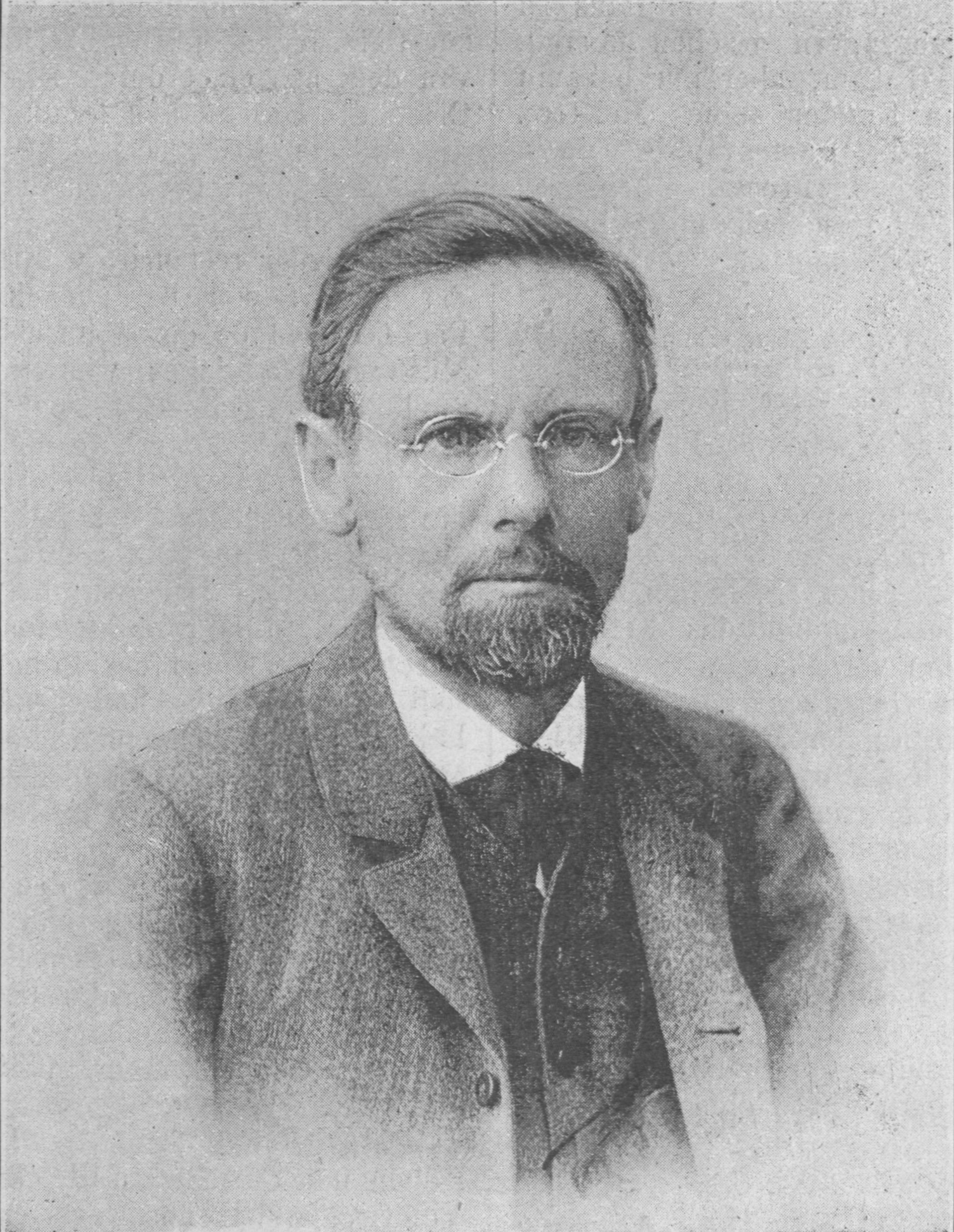
Peter Rosegger im Jahr 1893

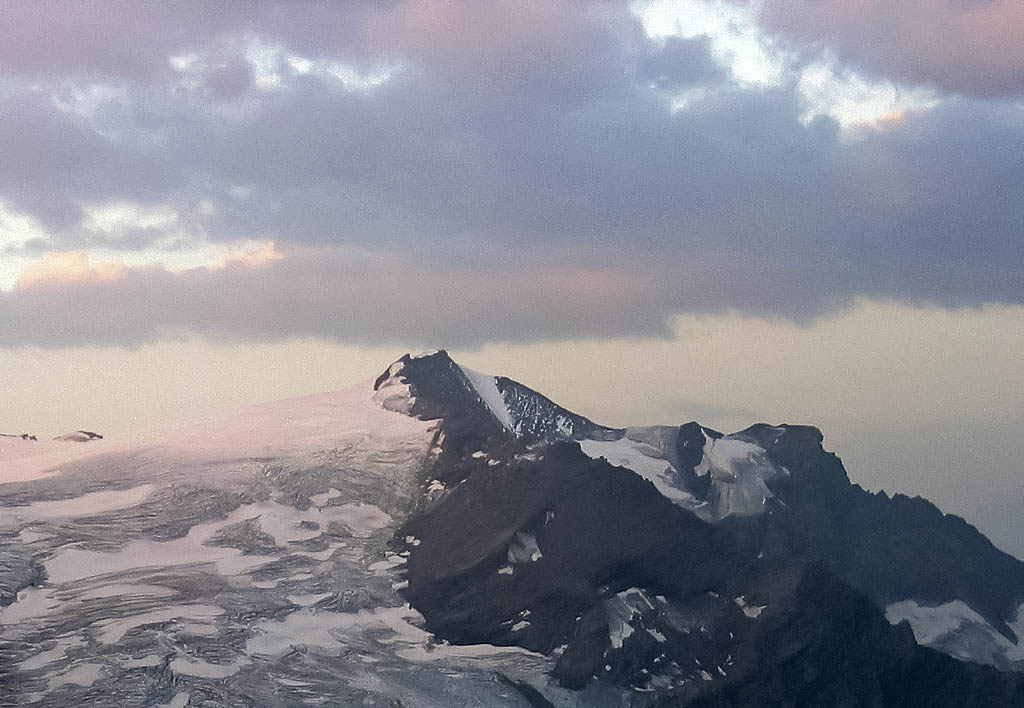
Die Riffel

Durch ist eine Erzählung des österreichischen Schriftstellers Peter Rosegger, die im Oktober- und Novemberheft 1895 (20. Jahrgang) des Grazer Heimgartens erschien.

## Rahmenerzählung
Als der Erzähler einmal in jungen Jahren die Riffl ersteigen und von dort vielleicht weiter in Richtung Italien wollte, war es in den Schrick-Schluchten nicht weitergegangen. Der Gemsjäger Anton Ruster, Sohn eines Großbauern aus dem oberen Kärntnerland, hatte den völlig durchnässten Kletterer aus der Klamm in sein Unterstandshüttlein aufgenommen. Nachdem die Kleidung getrocknet worden war, wollte der Erzähler bei aller Italiensehnsucht zurück in Richtung Taufenbachtal. Anton Ruster hatte den Erzähler stattdessen immer weiter aufwärts durchs Eis geführt und das titelgebende Wort gesprochen: „Der junge Mann muß durch. Er muß die Berge nehmen. Für den Alten ist das flache Welschland immer noch gut... der Mensch muß durch.“ An solchen Sprüchen des Alten hatte der Junge Gefallen gefunden und war der Einladung des Gemsjägers hinab in dessen Jagdhaus gefolgt. Während eines Streifzuges durch die Umgebung des Jagdhauses hatte der Gemsjäger dem Erzähler seine Lebensgeschichte als Exempel für das Durchkommenmüssen zum Besten gegeben:

## Binnenerzählung
Anton Ruster hatte seine Mutter früh verloren. Als er, inzwischen 24-jährig, seine drei Jahre Militärdienst hinter sich gebracht hatte und heimkam, musste er erfahren, dass sein Vater im Eisenhammerbach umgekommen war. Antons Vormund, sein Vetter Wend, bewirtschaftete das Gut. Er redete Anton das Ausgedinghäusel als Domizil ein. Dem Bauernstand unter Soldaten entwöhnt, ging Anton auf das Angebot ein. Hatte er doch durch die jährliche finanzielle Zuwendung des Vetters Wend sein Auskommen, musste nicht hart arbeiten, sondern konnte sein Steckenpferd, das Fischen, reiten. Das änderte sich, nachdem Anton die kleine Ottel, Kellnerin beim Straßenwirt, kennen- und lieben gelernt hatte. Nun will Anton seinen Hof übernehmen. Vetter Wend rät ab, beherbergt die kleine Ottel generös als künftige Bäuerin auf dem Rusterhofe und stellt sie unter seinen besonderen Schutz. 
Rosegger schreibt, während der Angler Geduld übe, zeige der Liebende sich überwiegend ungestüm. So auch in dem Fall. Anton fordert das Testament seines Vaters. Vetter Wend weicht aus. Als Anton nicht lockerlässt, lügt Wend, der alte Ruster sei verschuldet gewesen und habe den Vetter zum Eigentümer des beträchtlichen Grundbesitzes gemacht. Wends nächste Lüge: Das Testament liege in Villach. Anton heiratet Ottel. Nach sieben Monaten kommt ein kleines Mädchen zur Welt. Anton pocht auf sein Recht. Das Testament muss her. Nach einem Zweikampf mit dem Vetter bringt Anton das Testament, das Wend in Verwahrung hatte, an sich. Die Wahrheit kommt ans Tageslicht: Antons Vater hatte dem Vetter lediglich ein Legat von 3000 Gulden zugesprochen, alles andere gehört Anton. Der rechtmäßige Besitzer jagt den betrügerischen Vetter vom Hof und zieht mit der kleinen Familie ein. Am nächsten Morgen liegt der Rusterhof in Schutt und Asche. Ein Knecht berichtet von seiner Beobachtung: m Vorabend des Brandes sei Wend um den Rusterhof geschlichen. Vier Wochen nach der Brandkatastrophe verkauft Anton seinen Grund und Boden. Er nimmt einen Posten als Gemsjäger an und zieht mit der Familie ins oben genannte Jagdhaus ein.
Etliche Jahre später kommen Pilger am Jagdhaus vorbei und müssen einen der Ihren am Berg zurücklassen. Es ist Vetter Wend. Anton nimmt den heftig aus dem Munde Blutenden auf. Der Vetter landet in Antons Bett. „Anton, Anton!“ stöhnt der Kranke. Der Gemsjäger unterbricht ihn: „Ich weiß, was Du meinst.“ Anton verzeiht. Später dann, draußen auf der Pirsch allein auf weiter Flur, fällt von ihm eine Last ab: Er hat den jahrealten Hass hinter sich gebracht; ist durch.

## Ausgaben
- Durch. Eine Erzählung aus den Alpen von Peter Rosegger. In: Heimgarten. Band 20. Leykam, Graz 1895, S. 1–9, 89–100 (archive.org).
- Durch. In: Peter Rosegger: Das Buch der Novellen. Zweiter Band, L. Staackmann. Leipzig 1915, S. 244–252.
- Durch. Paul Franke Verlag 1926.
- Durch In: Karl-Maria Guth (Hrsg.): Peter Rosegger: Die Waldbauern. Geschichten aus der Bergheimat (Nachdruck der Ausgabe P. Franke, Berlin 1933). Contumax-Hofenberg, Berlin 2017, S. 67–88 ISBN 978-3-7437-0906-5.
- Durch In: Die Waldbauern In: Peter Rosegger: Heimatgeschichten & Heimatgedichten von Peter Rosegger. Musaicum Books Verlag. ok-publishing, Dachau 2017, ISBN 978-80-7583-734-9.